# 勒瓦娄哇技法

勒瓦娄哇技法示意图

勒瓦娄哇技法（法語：technique Levallois）是旧石器时代人类采用的一种打制石器的独特技法，因19世纪在法国巴黎近郊的勒瓦娄哇-佩雷发现了使用该技法制作的石器而得名。
勒瓦娄哇技法是一种在当时较为先进的技法，其主要技术特点是，在打下石片之前，先要对用来剥离石片的石核进行精心修理。使用这种技法打下的石片薄而规整，常常无须修整即可作为工具使用。

## 参看
- 湧别技法